# Stansbury Park
Stansbury Park és una concentració de població designada pel cens dels Estats Units a l'estat de Utah. Segons el cens del 2000 tenia 2.385 habitants.

## Demografia
Segons el cens del 2000, Stansbury Park tenia 2.385 habitants, 701 habitatges, i 625 famílies. La densitat de població era de 713,8 habitants per km².
Dels 701 habitatges en un 55,8% hi vivien nens de menys de 18 anys, en un 83,5% hi vivien parelles casades, en un 4,4% dones solteres, i en un 10,8% no eren unitats familiars. En el 9% dels habitatges hi vivien persones soles l'1,4% de les quals corresponia a persones de 65 anys o més que vivien soles. El nombre mitjà de persones vivint en cada habitatge era de 3,4 i el nombre mitjà de persones que vivien en cada família era de 3,64.
Per edats la població es repartia de la següent manera: un 37,7% tenia menys de 18 anys, un 6,8% entre 18 i 24, un 34,1% entre 25 i 44, un 18,5% de 45 a 60 i un 2,9% 65 anys o més.
L'edat mediana era de 30 anys. Per cada 100 dones de 18 o més anys hi havia 98,9 homes.
La renda mediana per habitatge era de 66.295 $ i la renda mediana per família de 67.930 $. Els homes tenien una renda mediana de 47.008 $ mentre que les dones 31.477 $. La renda per capita de la població era de 20.347 $. Cap de les famílies i el 0,3% de la població estaven per davall del llindar de pobresa.

## Poblacions més properes
El següent diagrama mostra les poblacions més properes.